# Blue Diamond Society
Die Blue Diamond Society ist eine Organisation für LGBT-Rechte in Nepal. Die Organisation wurde 2001 gegründet. Die Blue Diamond Society gründete den Nepal Pride und organisiert seitdem die Demonstrationen. Die International Gay and Lesbian Human Rights Commission verlieh der Blue Diamond Society 2007 den Felipa de Souza Award.
Die Blue Diamond Society gründete eine Reiseagentur mit dem Ziel, Touristen-Paare für Eheschließungen im Land zu gewinnen. 2011 kam es dadurch in Nepal zur ersten öffentlichen Trauungszeremonie von zwei Frauen.